# 洒金街道
洒金街道是中华人民共和国贵州省黔西南布依族苗族自治州兴义市下辖的一个街道办事处。

## 行政区划
洒金街道下辖以下村级行政区划单位：
坝美社区、南兴社区、康平社区、栗坪社区、洒金村。